# Carvico
Carvico est une commune italienne de la province de Bergame dans la région Lombardie en Italie.

## Administration
| Période                                  | Période  | Identité          | Étiquette | Qualité |
| ---------------------------------------- | -------- | ----------------- | --------- | ------- |
|                                          |          |                   |           |         |
| 28 mai 2002                              | En cours | Attilio Bolognini |           |         |
| Les données manquantes sont à compléter. |          |                   |           |         |

### Communes limitrophes
Calusco d'Adda, Pontida, Sotto il Monte Giovanni XXIII, Terno d'Isola, Villa d'Adda

## Jumelages
Carvin (France)